# Gröntjärnen (Norsjö socken, Västerbotten)
Gröntjärnen är en sjö i Norsjö kommun i Västerbotten och ingår i Skellefteälvens huvudavrinningsområde.